# KFC Rita Berlaar
Ne pas confondre avec le SK Berlare, porteur du matricule 7850, basé dans la commune de Berlare, en Flandre-Orientale.
Dernière mise à jour : 12 octobre 2011.
Le Koninklijke Football Club Rita Berlaar est un ancien club de football belge, basé dans la commune de Berlaar. Le club, fondé en 1938 et porteur du matricule 2693, a évolué durant 14 saisons dans les divisions nationales, dont 5 en Division 3. Il tombe en faillite en 2000 et est radié par la Fédération belge.

## Histoire
Le club est fondé en 1938, et s'affilie dans la foulée à l'Union Belge, qui lui octroie se matricule 2693. Il est versé dans les séries régionales puis provinciales du championnat de Belgique, où il reste pendant près d'un demi-siècle. En 1986, le club rejoint pour la première fois la Promotion, quatrième et dernier niveau national. Le club s'y maintient facilement, terminant régulièrement en milieu de classement.
À partir de 1993, les résultats deviennent meilleurs pour le Rita Berlaar, qui termine troisième dans sa série. L'année suivante, il remporte le titre, et monte pour la première fois en Division 3. Le club continue sur sa lancée, et décroche une place au tour final pour la montée en 1996, dont il est éliminé par l'Union. Les saisons suivantes sont de moins en moins bonnes, et finalement le club est rétrogradé en Promotion en 1999 après s'être incliné en barrages contre le KSK Maldegem.
La relégation entraîne de gros problèmes financiers pour le club, qui perd la majorité de ses joueurs. Le Rita Berlaar termine la saison dernier avec un seul point en trente matches, et 137 goals encaissés. Il est déclaré en faillite en juin 2000 et cesse ses activités, ce qui provoque sa radiation par l'Union Belge.
Après la disparition du club, un nouveau cercle est fondé sous le nom SK Berlaar, qui reçoit le matricule 9375. Il ne faut pas confondre ce club avec le SK Berlare, porteur du matricule 7850, basé dans la commune de Berlare, en Flandre-Orientale.

## Résultats en séries nationales
Statistiques clôturées, club disparu

### Palmarès
- 1 fois champion de Belgique de Promotion en 1994

### Bilan
| Niv | Divisions     | Jouées | Titres | TM Up | TM Down |
| --- | ------------- | ------ | ------ | ----- | ------- |
| I   | 1re nationale | 0      | 0      |       |         |
| II  | 2e nationale  | 0      | 0      |       |         |
| III | 3e nationale  | 5      | 0      | 1     | 1       |
| IV  | 4e nationale  | 9      | 1      |       |         |
| V   | 5e nationale  | 0      | 0      |       |         |
|     |               |        |        |       |         |
|     | TOTAUX        | 14     | 1      | 1     | 1       |

- TM Up : test-match pour départager des égalités, ou toutes formes de Barrages ou de Tour final pour une montée éventuelle.
- TM Down : test-match pour départager des égalités, ou toutes formes de Barrages ou de Tour final pour le maintien.

### Classement saison par saison
| Ordre | Saison  | Nom du club                                                  | Niveau                                                       | Classement final                                             | Remarques                                                    |
| ----- | ------- | ------------------------------------------------------------ | ------------------------------------------------------------ | ------------------------------------------------------------ | ------------------------------------------------------------ |
| 1     | 1986-87 | FC Rita Berlaar                                              | Promotion série B                                            | 7e/16                                                        |                                                              |
| 2     | 1987-88 | FC Rita Berlaar                                              | Promotion série B                                            | 10e/16                                                       |                                                              |
| 3     | 1988-89 | KFC Rita Berlaar                                             | Promotion série B                                            | 3e/16                                                        |                                                              |
| 4     | 1989-90 | KFC Rita Berlaar                                             | Promotion série B                                            | 9e/16                                                        |                                                              |
| 5     | 1990-91 | KFC Rita Berlaar                                             | Promotion série B                                            | 10e/16                                                       |                                                              |
| 6     | 1991-92 | KFC Rita Berlaar                                             | Promotion série B                                            | 9e/16                                                        |                                                              |
| 7     | 1992-93 | KFC Rita Berlaar                                             | Promotionsérie C                                             | 3e/16                                                        |                                                              |
| 8     | 1993-94 | KFC Rita Berlaar                                             | Promotionsérie B                                             | 1er/16                                                       | Champion et promu!                                           |
| 9     | 1994-95 | KFC Rita Berlaar                                             | Division 3série B                                            | 5e/16                                                        |                                                              |
| 10    | 1995-96 | KFC Rita Berlaar                                             | Division 3série B                                            | 3e/16                                                        | Tour final!                                                  |
| 11    | 1996-97 | KFC Rita Berlaar                                             | Division 3série B                                            | 7e/16                                                        |                                                              |
| 12    | 1997-98 | KFC Rita Berlaar                                             | Division 3 série B                                           | 13e/16                                                       |                                                              |
| 13    | 1998-99 | KFC Rita Berlaar                                             | Division 3 série B                                           | 14e/16                                                       | Relégué!                                                     |
| 14    | 1999-00 | KFC Rita Berlaar                                             | Promotion série B                                            | 16e/16                                                       | Relégué!                                                     |
| X     | 2000    | Faillite et arrêt des activités, le matricule 2693 est radié | Faillite et arrêt des activités, le matricule 2693 est radié | Faillite et arrêt des activités, le matricule 2693 est radié | Faillite et arrêt des activités, le matricule 2693 est radié |

## Anciens joueurs connus
- Pascal Beeken, ancien joueur de plusieurs clubs de Division 1, dont le RFC Liège et Seraing, joue 1 saisons au Rita Berlaar en 1998-1999.
- Alex Camerman, ancien joueur du Beerschot et du Cercle de Bruges, finit sa carrière au Rita Berlaar en 1999-2000.
- Chris Janssens, sept fois international, commence sa carrière au Rita Berlaar.
- Mario Verheyen, ancien joueur de Westerlo durant neuf ans, joue un an au Rita Berlaar avant de rejoindre le club campinois.